# 新索科利尼基
56°20′N 30°09′E / 56.333°N 30.150°E
新索科利尼基（Новосоко́льники）是俄羅斯普斯科夫州南部的一個城市，位於莫斯科—里加和聖彼得堡—基輔兩條鐵路線的交點。距普斯科夫東南287公里。2002年人口9,757人。
1901年建立，1925年建市。